# Christuskirche (metropolitana di Amburgo)
Christuskirche è una stazione della metropolitana di Amburgo, sulla linea U2.